# Дистелов
Дистелов (нем. Diestelow) — коммуна в Германии, в земле Мекленбург-Передняя Померания.
Входит в состав района Пархим. Подчиняется управлению Гольдберг-Мильдениц. Население составляет 468 человек (на 31 декабря 2010 года). Занимает площадь 23,46 км². Официальный код — 13 0 60 014.
Коммуна подразделяется на 4 сельских округа.